# مسلك العودة
مسلك العودة (بالإنجليزية: The Comeback Trail)‏ هو فيلم جريمة كوميدي أمريكي إنتاج سنة 2020 من إخراج جورج غالو وبطولة روبرت دي نيرو، تومي لي جونز، مورغان فريمان، زاك براف، إميل هيرش وإدي غريفين.من المقرر عرض الفيلم في الولايات المتحدة يوم 13 نوفمبر 2020.